# Mary Malahlela
Mary Malahela (Pietersburg, 2 de maio de 1916 - Joanesburgo, 8 de maio de 1981) foi uma médica sul-africana. Mary foi a primeira mulher negra em seu país a se formar e exercer medicina, graduando-se em 1947. Foi também fundadora da YWCA em seu país.

## Biografia
Mary nasceu em Pietersburg, em 1916, filha de Thadius Chweu Malahlela, um cristão convertido que foi expulso de casa ao se recusar a matar seus filhos gêmeos, já que o bebês gêmeos eram considerados uma maldição. Quando ainda era criança, a família de Mary se mudou para Joanesburgo, onde ela estudou em uma escola metodista, no bairro de Juliwe.
Ingressou na Universidade de Fort Hare e em 1941 recebeu apoio financeiro para estudar medicina na Universidade de Witwatersrand, que erigiu uma placa em sua homenagem, em 2015, para lembrar aos alunos do campus sobre a luta contra o Apartheid. Mary se formou em 1947, ganhando o registro de prática de medicina em seguida, tornando-se a primeira mulher negra sul-africana a fazê-lo.
De 1947 a 1949 trabalhou no McCord Hospital e em seguida abriu um consultório em Kliptown, subúrbio de Soweto, trabalhando em seguida em Dobsonville. Mary foi fundadora da YWCA na África do Sul e membro ativo da resistência contra o apartheid no país. Membro do Women's Peace Movement, também foi parte do conselho da Universidade de Fort Hare e diretora da Roodepoort School Board.

## Morte
Mary em 8 de maio de 1981, aos 65 anos, devido a um infarto, enquanto trabalhava como voluntária na clínica Witkoppen, do médico e ativista Nthato Motlana, no bairro de Sandton, em Joanesburgo. Ela deixou duas filhas.

## Legado
Uma escola primária em Dobsonville, em Soweto, leva seu nome. Em 2015, Mary foi premiada postumamente com a Ordem do Baobá, por seu pioneirismo na área médica e pelo avanço nos direitos civis no país.